# Los Achotes, Zihuatanejo de Azueta
Los Achotes är en ort i Mexiko.   Den ligger i kommunen Zihuatanejo de Azueta och delstaten Guerrero, i den södra delen av landet, 300 km sydväst om huvudstaden Mexico City. Los Achotes ligger 35 meter över havet och antalet invånare är 1 161.
Terrängen runt Los Achotes är platt söderut, men norrut är den kuperad. En vik av havet är nära Los Achotes åt sydväst. Runt Los Achotes är det glesbefolkat, med 19 invånare per kvadratkilometer. Närmaste större samhälle är Zihuatanejo, 15,0 km väster om Los Achotes. Omgivningarna runt Los Achotes är en mosaik av jordbruksmark och naturlig växtlighet.